# Persistenslængde
Persistenslængden {\displaystyle l_{\mathrm {p} }} er et kvantitativt mål for en polymers stivhed. En polymer meget kortere end persistenslængden opfører sig som et stift legeme, mens en polymer meget længere end persistenslængden kan antage adskillige konformationer. Persistenslængden indgår i modellen for den ormelignende kæde, hvor den er den karakteristiske afstand for korrelationen mellem to dele af polymeren:
{\displaystyle C(s)=\mathrm {e} ^{-{\frac {s}{l_{\mathrm {p} }}}}}
hvor {\displaystyle C} er korrelationsfunktionen som funktion af afstanden {\displaystyle s}. Når {\displaystyle s} er lig med {\displaystyle l_{\mathrm {p} }}, er korrelationen faldet med en faktor {\displaystyle \mathrm {e} ^{-1}}. Ved at modellere polymeren vha. bjælketeori kan det vises, at persistenslængden er givet ved:

{\displaystyle l_{\mathrm {p} }={\frac {EI}{k_{\mathrm {B} }T}}}
hvor  {\displaystyle k_{\mathrm {B} }} er Boltzmanns konstant, {\displaystyle T} er temperaturen, {\displaystyle E} er Youngs modul, og {\displaystyle I} er arealmomentet. Det ses her, at en polymer bliver stivere ved at have et højt Youngs modul og ved at være tyk - gennem arealmomentet - mens den har større tendens til at være bøjet, når temperaturen stiger, fordi den termiske energi da dominerer over bøjningsenergien.
For en ladet polymer afhænger persistenslængden af den omgivende saltkoncentation pga. elektrisk skærmning. Dette er beskrevet i OSF-modellen.